# Джасвант Сінґг Раджпут
Джасвант Сінґг Раджпут (1926 — 28 січня 2015) — індійський хокеїст на траві і хокеїст.
Олімпійський чемпіон 1948, 1952 років.